# Selaginella apoda
Selaginella apoda é uma espécie de vegetais do gênero selaginella e da família selaginellaceae que a coroa pode chegar a 50 centímetros de diâmetro e 15 a 20 centímetros de altura.

## como cultivar
é uma planta perene, necessita de sol pleno, o período para transplantar a planta para outro vaso é durante o ínicio e meio do verão, e deve-se botar a planta em um lucal sombrado e com solo úmido. A planta geralmente é usada em ambientes internos, estufas ou terrários, e precisa somente de um substrato universal para a planta crescer, mas recomenda-se doses pequenas de perlita.

## Descrição
Esta espécie é frequentemente conhecida como meadow moss spike, que se traduz em português para musgo de espigas do prado, é nativa de pantânos, florestas úmidas e próximo de rios dos Estados unidos e do México, necessitando de uma alta úmidade para sobreviver. Os caules podem ser de formato ereto, mas são comumente caules rastejantes.